# Pornografie in Nederland
Pornografie (ook afgekort als porno) in Nederland is legaal sinds 1985. 

## Huidige wetgeving
Het maken, verspreiden, uitzenden en bezitten van pornografie is legaal in Nederland. Pornografie met afbeeldingen van personen jonger dan 18 jaar, of die dergelijke personen lijken af te beelden, is illegaal om te produceren, verspreiden en bezitten onder de wetgeving omtrent kinderporno. Bestialiteit en pornografie die seksuele handelingen met dieren (lijken) af te beelden zijn sinds 2010 illegaal in Nederland. 

## Politieke geschiedenis
In de zeventiende eeuw groeide de belangstelling voor en de productie van pornografische literatuur in de Republiek der Zeven Verenigde Nederlanden, en zag onder andere de publicatie van 'De doorluchtige daden van Jan Stront, opgedragen aan het kackhuys' in 1684.
Rond 1900 nam de beschikbaarheid en productie van pornografie toe als gevolg van de technologische vooruitgang in zowel drukwerk als fotografie. Protestantse groepen protesteerden tegen de immoraliteit van pornografie en drongen aan op nieuwe wetgeving. Op 20 mei 1911 werd de Zedelijkheidswet (ook wel bekend als de Wet-Regout, officieel de Wet van 20 mei 1911 tot bestrijding van de zedeloosheid en beteugeling van de speelzucht) aangenomen, die prostitutie, vrouwenhandel, bordelen, voorbehoedsmiddelen, gokken, abortus, homoseksuele contacten van iemand van 21 jaar of ouder met iemand jonger dan 21 jaar, en de verspreiding, creatie en weergave van pornografie verbood in Nederland. 
Op 9 oktober 1967 vond de eerste publieke uitzending van naaktheid op de Nederlandse televisie plaats. Beeldend kunstenares Phil Bloom zat naakt in een stoel in Hoepla, een programma van de VPRO. 
In 1968 werd het eerste Nederlandse erotische tijdschrift Chick gelanceerd. In 1970 was het tijdschrift betrokken bij een rechtszaak die bekend stond als het Chick-arrest. Chick won de rechtszaak omdat het Hooggerechtshof oordeelde dat het tijdschrift niet 'aanstotelijk voor de eerbaarheid' was, waarmee de weg werd vrijgemaakt voor legale pornografie en de uitgave van andere erotische publicaties, waaronder Candy, Rosie, Seventeen en Tuk. 

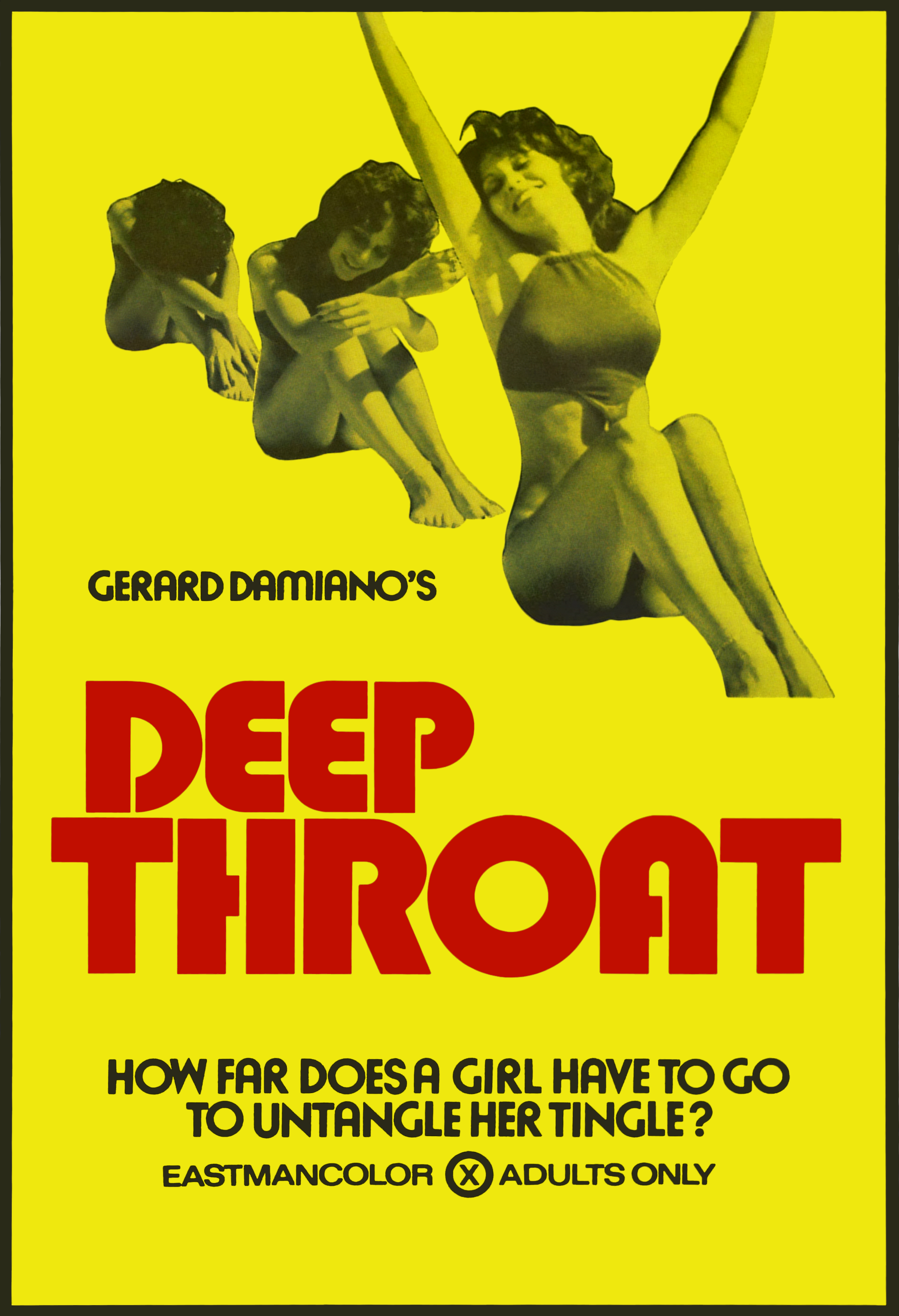
Een vertoning van de pornografische film Deep Throat uit 1972 leidde tot het Deep Throat-arrest veroorzaakte morele paniek.

In 1972 leidde een openbare vertoning van de film Deep Throat in een bioscoop tot het Deep Throat-arrest. Het Hooggerechtshof oordeelde, ondanks het feit dat de vertoning illegaal was, dat deze niet 'aanstotelijk voor de eerbaarheid' was. De film mocht daarna worden vertoond aan personen van 18 jaar of ouder in theaters die plaats hebben voor maximaal 50 personen.  Op 18 februari 1977 heeft Cinema Parisien in Amsterdam de film vertoond in een zaal waar meer dan 50 mensen konden zitten, om zo een proefproces uit te lokken. 
De eerste wet om pornografie in Nederland te legaliseren werd opgesteld in 1979, waarin het verbod op het maken, verspreiden of bezitten van pornografische tekst, afbeeldingen en voorwerpen werd opgeheven. De wet beoogde artikel 240 van het wetboek van strafrecht te wijzigen. De wet werd pas in 1984 door het Nederlandse parlement aanvaard, en was verschillende keren in het proces gewijzigd, inclusief de laatste wijziging in 1984 waardoor het verbod op kinderpornografische afbeeldingen niet zou worden opgeheven. De wet werd van kracht in 1986, na een aantal jaren waarin sekswinkels al werden gedoogd. 
In 2006 heeft de Partij voor Naastenliefde, Vrijheid en Diversiteit getracht het bezit van kinderpornografie te legaliseren, op voorwaarde dat het zou worden goedgekeurd wanneer de betrokken kinderen vrijwillig hadden deelgenomen en niet werden uitgebuit. De partij werd in 2010 ontbonden, nadat de partij tot tweemaal toe niet in staat was om de benodigde 30 handtekeningen van elk van de 19 verkiezingsregio's te verzamelen om te mee te kunnen doen aan de Tweede Kamerverkiezingen van 2006 en 2010.
In 2010 werden nieuwe wetten aangenomen om kinderpornografie te bestrijden. De nieuwe wetten maakten het illegaal om op een hyperlink te klikken waarvan redelijkerwijs kon worden verwacht dat die kan leiden tot kinderpornografie, en om te proberen een kind te ontmoeten met de bedoeling kinderpornografie te maken. Het werd ook illegaal om materiaal bezitten dat realistisch personen weergeeft die minderjarig lijken te zijn, zelfs wanneer de afgebeelde personen in feite ouder zijn dan 18 of de afbeeldingen digitaal zijn vervaardigd of gemanipuleerd. Het bezitten van materiaal dat 'naaktheid in een gezinssituatie' toont, is niet illegaal. Ook afbeeldingen van Cherubijnen zijn niet illegaal, omdat de toevoeging van vleugels de beelden onrealistisch maken. In 2011 werd de eerste persoon in Nederland veroordeeld voor het bezit van virtuele kinderpornografie, die 'op het eerste gezicht niet te onderscheiden was van de realiteit'. 
Soortgelijke wetten zijn ook van kracht geworden voor pornografie met dieren. Vóór 2010 was het produceren van pornografie met dieren in Nederland niet expliciet illegaal. 
In 2014 heeft de Hoge Raad van Nederland geoordeeld dat Vereniging MARTIJN ontbonden moest worden. Sinds 1982 streefde de vereniging ernaar om de seksuele relaties tussen volwassenen en kinderen te normaliseren en kinderpornografie te legaliseren.

## Pornografie in de media
Films met 'expliciete seksuele handelingen' en 'details van geslachtsdelen' worden geclassificeerd voor kinderen van 16 jaar en ouder door Kijkwijzer. Films met deze classificatie mogen alleen worden uitgezonden tussen 22.00 en 06.00 uur, en bioscopen die toegang bieden aan personen onder de 16 jaar tot deze films zijn strafbaar. 
Dusk! is een in 2009 opgericht en in Nederland gevestigd televisiekanaal dat zich richt op vrouwvriendelijke erotiek, ook wel "porno voor vrouwen" of "porna" genoemd. Met toenemend succes in de jaren 2010 heeft Dusk! een significante rol gespeeld bij het helpen van (potentiële) vrouwelijke pornoconsumenten om te vinden wat zij leuk vinden volgens hun eigen fantasieën en behoeftes, hetgeen velen van hen niet hebben gevonden in de mainstream pornografie, die doorgaans hoofdzakelijk gericht is op het seksuele plezier van mannen.

## Nederlandse pornosterren
- Helen Duval
- Bobbi Eden
- Deidre Holland
- Kim Holland
- Kyla King
- Esther Kooiman
- Verona van de Leur
- Kate More
- Terri Summers